# اقبال‌السلطنه ماکویی
مرتضی‌قلی‌خان اقبال‌السلطنه بیات ماکوئی متولد ۱۲۴۲ه‍.ش/ ۱۸۶۳م/ ۱۲۸۰ه‍.ق فرزند تیمورخان اقبال‌السلطنه، حکمران ماکو، سرحددار ایران و رئیس ایل بیاتهای ماکو بود. گفته می‌شود اقبال‌السلطنه به دستور رضا شاه در زندان کشته شده‌است.

## نسب
ایل بیات ماکو در دوران صفویه از منطقه ایروان که آن زمان چخور سعد نامیده می‌شد برای حفاظت از مرزهای غربی در برابر عثمانی فرستاده شده بودند. آنها ماکو را به علت دارا بودن شرایط خاص جغرافیایی انتخاب کردند. این طایفه با جنگ‌های فراوان و شکست دشمنان در ناحیهٔ غربی ایران نقش به سزایی در حفاظت این منطقه داشتند و پس از نادر شاه در سایر حکومت‌ها هم به علت نقش ویژهٔ این قوم در ساختار حکومت از جمله قاجار و پهلوی شرکت داشتند.

## زمامداری ماکو در زمان قاجار
مرتضی‌قلی‌خان پس از مرگ پدر در سال ۱۲۷۳ه‍.خ/۱۸۹۵م. حکومت ماکو را به‌دست گرفت و در صدد توسعه منطقه حکومتی و اصلاحات داخلی برآمد ولی مواجه با مخالفتهای فراوان شد. از جمله اقدامات او که با مخالف روبه رو شد، تأسیس مدرسه‌ای بود به‌نام «دبستان اقبال» که طبق الگوی مدارس روسیه در سال ۱۲۹۵ه‍.خ/ ۱۹۱۷ م. بنا شد. مدیریت مدرسه برعهده یکی از اتباع روسیه به نام کنگرنسکی بود. این دبستان فقط به مدت سه سال دایر شد و چون بقیه خوانین با ادامه کارش مخالف بودند بسته شد.
اقبال‌السلطنه در طول حکمرانی خویش، به سبب موقعیت ماکو در همسایگی با روسیه و عثمانی، مانند اجدادش روابط مختلفی را در منطقه به نفع دولت عثمانی و بر علیه روسها انجام داد. او این عمل خود را در اشکال مختلف به ویژه در جلوگیری از امتداد خط آهن تبریز ـ جلفا تا ماکو و سازماندهی کردها جهت مبارزه با ارمنی‌ها و روس‌ها نشان داد. از فعالیت‌های ملا سعید نورسی را در کوه‌های چالدران و قره کوسه برای سازماندهی عشایر و اتحاد جهان اسلام تحت مسئولیت ابراهیم سلطان حمایت می‌کرد. با حاکم بایزید و وان مخفیانه گفتگو می‌کرد. نیاز متقابل و شرایط زمانی برای جلوگیری از تعرضات ارمنی‌ها، اقبال السلطنه و عثمانی را به هم نزدیک کرده بود.
بعد از اینکه روسیه از گرایش مخفیانه او به دولت عثمانی مطلع شد، وی را توقیف و در آبهای گرم قفقاز پیاتی گرسک (Piatigorsk) ویسن توکی (Wessentouki) تحت‌نظر قرار دادند. او در ۱۹۱۷ آزاد و به ماکو بازگشت و تا اوایل حکومت رضاشاه به حکومت خود ادامه داد.
با اوج گرفتن مشروطه‌خواهی میان مردم ماکو، اقبال‌السلطنه با ایجاد انجمن شهر (شبیه به انجمن ایالتی تبریز) مخالفت کرد. از این رو به علت قیام مردم و پشتیبانی دو نفر از خوانینِ با نفوذ ماکو (عزت‌الله خان خواهرزاده سردار و نصرت‌الله خان فرزند امیر امجد) از مشروطه‌خواهان، مجبور به ترک ماکو و رفتن به قفقاز شد.
کمی بعد با درگذشت مظفرالدین‌شاه و جلوس محمدعلی‌میرزا به تخت سلطنت، مخالفت با آزادیخواهان و طرفداران مشروطه شروع شد. مرتضی‌قلی‌خان اقبال‌السلطنه با دربار ارتباط گرفت و به محض رسیدن پیغام مشروطه‌خواهان (عزت‌الله‌خان و نصرت‌الله‌خان) در ماه جمادی‌الاولی ۱۳۲۵ه‍.ق (۱۹۰۷م، ۱۲۸۵ه‍.ش) از سمت آرارات به میان طایفه کردهای جلالی آمد و با کمک خوانین مجدداً به ماکو وارد شد. او مشروطه‌خواهان را قلع و قمع و انجمن را تعطیل و به روش قبلی به حکومت ادامه داد.
نیروهای تحت امر او در این یورش بی‌رحمانه عمل کردند، به‌طوری که بسیاری از مشروطه‌خواهان ماکویی را کشتند و دِه‌های زیادی را غارت کردند. روزنامه حبل‌المتین نام ۱۳ روستا را می‌برد که توسط آنها به کلی ویران شدند. همچنین از جنایت‌هایی علیه زنان و کودکان نیز می‌نویسد. اتهام بابی بودن نسبت به مشروطه‌خواهان، هر گونه جنایتی علیه آن را توجیه کرده بود.

## برکناری، مرگ، واکنشها
سرلشکر عبدالله امیرطهماسبی که به فرماندهی لشکر آذربایجان منصوب شده بود با اقبال‌السلطنه طرح دوستی ریخت و چندبار به ماکو رفت. یک روز پس از صرف غذا هدایایی برای سردار سپه مطالبه کرد. خان ماکو مقادیری جواهر و اشیاء نفیس به امیرلشکر بخشید. هنگام خداحافظی، طهماسبی از او خواهش کرد در اتومبیل فرمانده لشکر بنشیند تا مقداری از راه را با هم طی کنند و مذاکره نمایند. وقتی اتومبیل از ماکو فاصله گرفت به او اعلام کرد که طبق دستور دولت بازداشت است. امیرطهماسبی او را با خود به تبریز آورد و زندانی نمود. او وسائل رفاه اقبال‌السلطنه را فراهم ساخت و همه روزه برای دیدار او به زندان می‌رفت و وعدهٔ آزادی او را می‌داد. در مدتی که در زندان بود مأمورین طهماسبی خزائن جواهرات و اشیا قیمتی او را ضبط کردند و تحویل سردار سپه نمودند. اقبال‌السلطنه در زندان مُرد و علت مرگ او مشخص نشد.
مرگ اقبال‌السلطنه بدون واکنش نماند. در روز سه‌شنبه ۱۷ مرداد ۱۳۰۳، اقلیت مجلس، به رهبری مدرس، تصمیم به استیضاح رئیس‌الوزرا به علت دخالت در قتل اقبال‌السلطنه و ضبط اموال او و کارهایی از این قبیل گرفت. اما عوامل سردار سپه همه مخالفان را ترسانده بودند و جلوی مجلس به تحریک و تظاهرات پرداختند. سرانجام با غیبت امضاکنندگان استیضاح و صحنه‌گردانی نمایندگان طرفدار سردار سپه، استیضاح مسکوت ماند و دولت سردار سپه رأی اعتماد گرفت.

## دارایی‌ها
کاخ باغچه جوق در روستائی به همین نام چسبیده به ماکو ، بخشی از داراییهای وی می‌باشد که در زمان تیمور پاشاخان شروع و در زمان حکومت فرزندش مرتضی‌قلی خان اقبال‌السلطنه (سردار ماکو) به اتمام رسید. در آن معماران ایرانی و مهندسان روسی و اروپایی به اتفاق کار کرده‌اند و نمای کاخ تلفیقی از معماری شرق و غرب است.
(*) در زبان ترکی جوق و جیق (cıq, cik, cuq, cük) پسوند تصغیر می‌باشد که در تشکیل اسم مکان‌ها هم استفاده می‌شود.